# سرنوشت یک انسان (فیلم)
سرنوشت یک انسان (روسی: Судьба человека) فیلمی روسی به کارگردانی سرگئی باندارچوک است که در سال ۱۹۵۹ منتشر شد. این فیلم بر پایهٔ داستانی کوتاه به همین نام اثر میخائیل شولوخف ساخته شد و برندهٔ جایزهٔ بزرگ نخستین دورهٔ جشنواره بین‌المللی فیلم مسکو گردید.